# Stazione di Francavilla Angitola-Filadelfia
La stazione di Francavilla Angitola-Filadelfia è una stazione ferroviaria posta sulla linea Eccellente-Rosarno (via Tropea). Si trova ad alcuni chilometri dai centri abitati di Francavilla Angitola, di Filadelfia e di Pizzo. La stazione, pur trovandosi distante dai centri abitati che dovrebbe servire, registrava comunque un sensibile movimento di viaggiatori grazie all'interscambio con le autolinee regionali e alla vicinanza allo svincolo A2 di Pizzo da cui dista circa 500 metri.

## Strutture e impianti
La stazione dispone di 2 binari, uno di corretto tracciato e uno utilizzato per incroci e precedenze. La stazione non presenta sottopasso. Il passaggio al marciapiede del binario 2 può, avvenire solo quando non vi sono treni in movimento, passando sull'apposita banchina per attraversamento a raso.

## Movimento
La stazione era servita dai treni della relazione Lamezia Terme Centrale - Rosarno via Tropea. Il servizio è cessato a dicembre 2012.
La stazione è ancora utilizzata come fermata degli autobus regionali di Ferrovie della Calabria (linee 237, 247, 661, 905) Archiviato il 23 marzo 2023 in Internet Archive., ma dopo la cessazione del servizio ferroviario vi è stata anche una riduzione del servizio su gomma.
In occasione della firma dell'accordo quadro tra Regione Calabria e RFI, era stata prospettata la possibilità di ripristinare il servizio viaggiatori a seguito dell'adeguamento a PRG della stazione di Lamezia Terme Centrale . I lavori sono terminati nel 2020, ma tuttora la regione non ha intrapreso contatti con Trenitalia per la rimodulazione dei servizi della relazione Lamezia Terme - Rosarno.

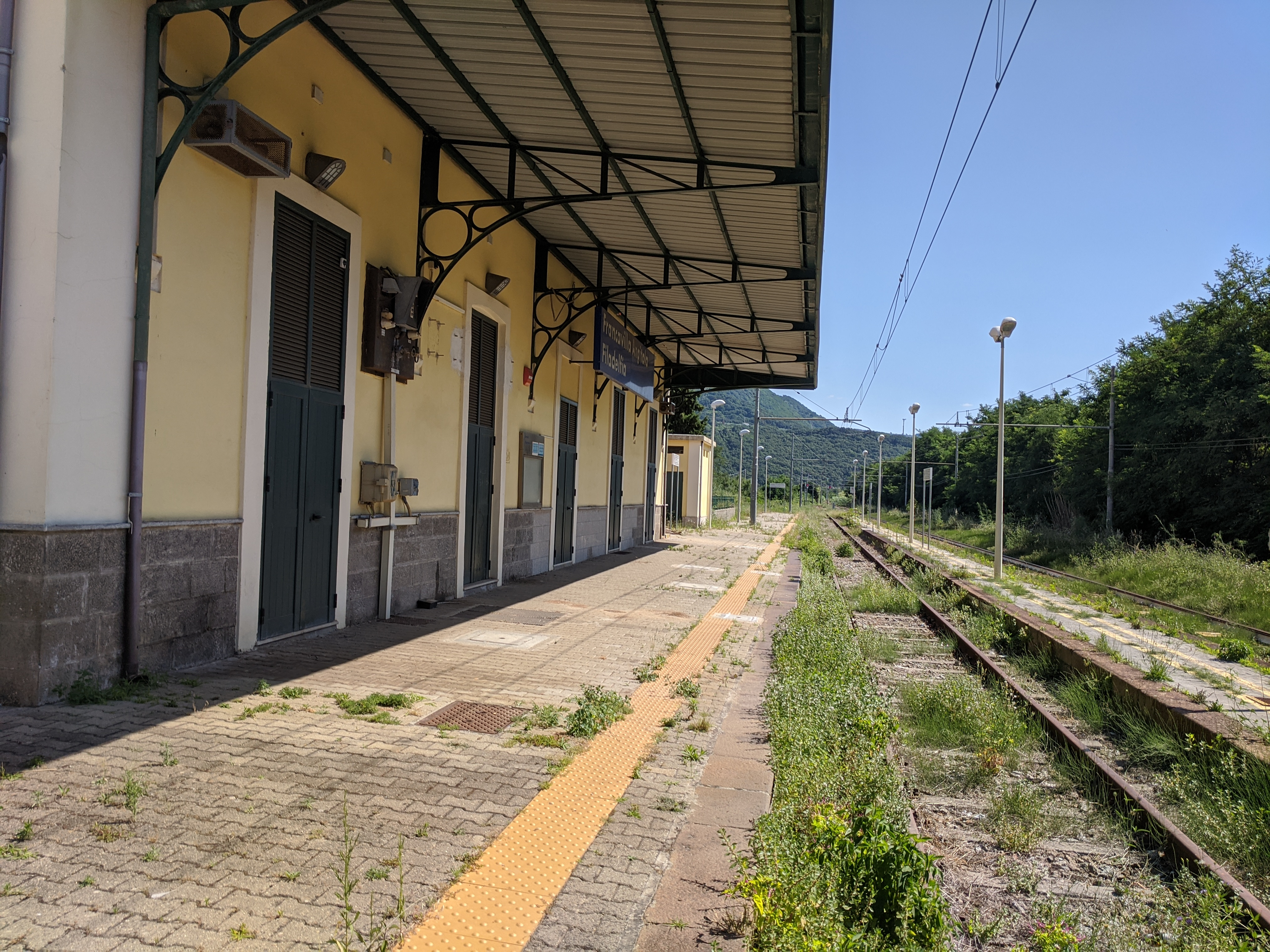
Vista binari